# Ours (Burge)
L'Ours è un fiume francese che scorre nel dipartimento dell'Allier, nella regione Alvernia-Rodano-Alpi. È un affluente alla riva destra della Burge, quindi un subaffluente della Loira.

## Geografia
La Burge nasce sul territorio del comune di Noyant-d'Allier, in prossimità della località detta Frenière d'En-Haut, a un'altitudine di circa 430 metri, scorre verso nord e confluisce nella Burge, dopo un percorso di 25 chilometri, nel territorio comunale di Agonges, a un'altezza di 206 metri.

### Comuni e cantoni attraversati
L'Ours attraversa o costeggia sette comuni; da monte verso valle: Noyant-d'Allier (sorgente), Meillers, Gipcy, Autry-Issards, Saint-Menoux e Agonges (confluenza).

## Affluenti
L'affluente più importante dell'Ours è il Chamaron.